# Landgoed Morren
Het landgoed Morren is een buitenplaats bij Oosterwolde in de Nederlandse provincie Gelderland.

## Geschiedenis
Al voor 1700 was er sprake van bewoning van het landgoed Morren. De naam heeft het landgoed te danken aan een van deze vroegere bewoners, ene Morre Augustijnsz. Voor 1678 werd het landgoed aangeduid met de naam Wynbergen's Erve. In de periode voor 1700 stond er op het landgoed een hofstede, ook wel spijker genoemd. In de 18e eeuw kwam het landgoed in het bezit van de familie Van Oldenbarnevelt. Een van hen, Jan Rutger van Oldenbarnevelt, besloot in 1771 het bestaande landhuis ingrijpend te verbouwen. In die tijd kreeg het zijn huidige vorm, maar delen van het oorspronkelijk landhuis zijn bewaard gebleven. Latere wijzigingen vonden plaats in 1804 en in 1910. De huidige eigenaar is Marcel van Dam, oud-PvdA-politicus en oud-VARA-voorzitter, die het vervallen kasteel grondig aan het restaureren is.

## Het huis
Het landhuis heeft een vroeg-19e-eeuwse entree aan de oostzijde. Ook in de achtergevel aan de westzijde is een entreepartij aangebracht. De vormgeving van deze westelijke zijde van het landhuis dateert uit 1910 toen deze gevel in een "quasi" 18e-eeuwse stijl werd verbouwd. Deze gevel is symmetrisch vormgegeven met in het midden de ingangspartij tussen Ionische zuilen met daarboven een balkon, dat door middel van openslaande deuren te bereiken is. Ter weerszijden bevinden zich grote raampartijen met een kleine roedeverdeling. Boven het balkon bevindt zich, in een halfrond timpaan, een klok. Recht boven de raampartijen zijn twee dakkapellen aangebracht met een soortgelijke roedeverdeling in de vensters, waardoor het symmetrisch karakter van dit gevelgedeelte versterkt wordt. Het landhuis heeft aan de zuidzijde een toren met een door leien gedekte spits, waarschijnlijk uit de 16e of de 17e eeuw. De toren zelf dateert uit 1910. De plattegrond van het huis is T-vormig. De met pannen gedekte schilddaken zijn voorzien van hoekschoorstenen.

## De tuin
Het bestaande park bij het landhuis werd in 1795 verder verfraaid door de aanleg van een zogenaamde Engelse landschapstuin. Van de toen aangelegde waterpartijen rest alleen nog een vijver. De huidige tuin dateert uit 1911 en werd aangelegd door de tuinarchitect Poortman. Aan de westzijde bevindt zich op een rond gazon voor de ingang een zonnewijzer. Aan de oostzijde lopen slingerpaden naar een vijver. De tuin wordt begrensd door een gracht.

## De grafkelder
In het Kelderbos bevindt zich de grafkelder van de eigenaren van het landgoed. Deze begraafplaats lig ongeveer 400 meter ten zuidwesten van het hoofdgebouw. Nabij de grafkelder bevinden zich ook enkele afzonderlijke grafzerken. Op de grafkelder staat de Latijnse tekst "Hîc defunctorum molliter ossa cubent" ("Moge het gebeente van de doden hier zacht rusten"). Hier liggen begraven leden van de familie Raedt en Raedt van Oldenbarnevelt.

## Rijksmonument
Het totale complex - met het landhuis, enkele bij het landgoed behorende boerderijen, de tuin en de grafkelder - is in 2005 erkend als een rijksmonument. Ook de afzonderlijke delen zijn aangewezen als rijksmonument. Het complex wordt als representatief gezien van een buitenplaats met bijbehorend park in de Engelse landschapsstijl.

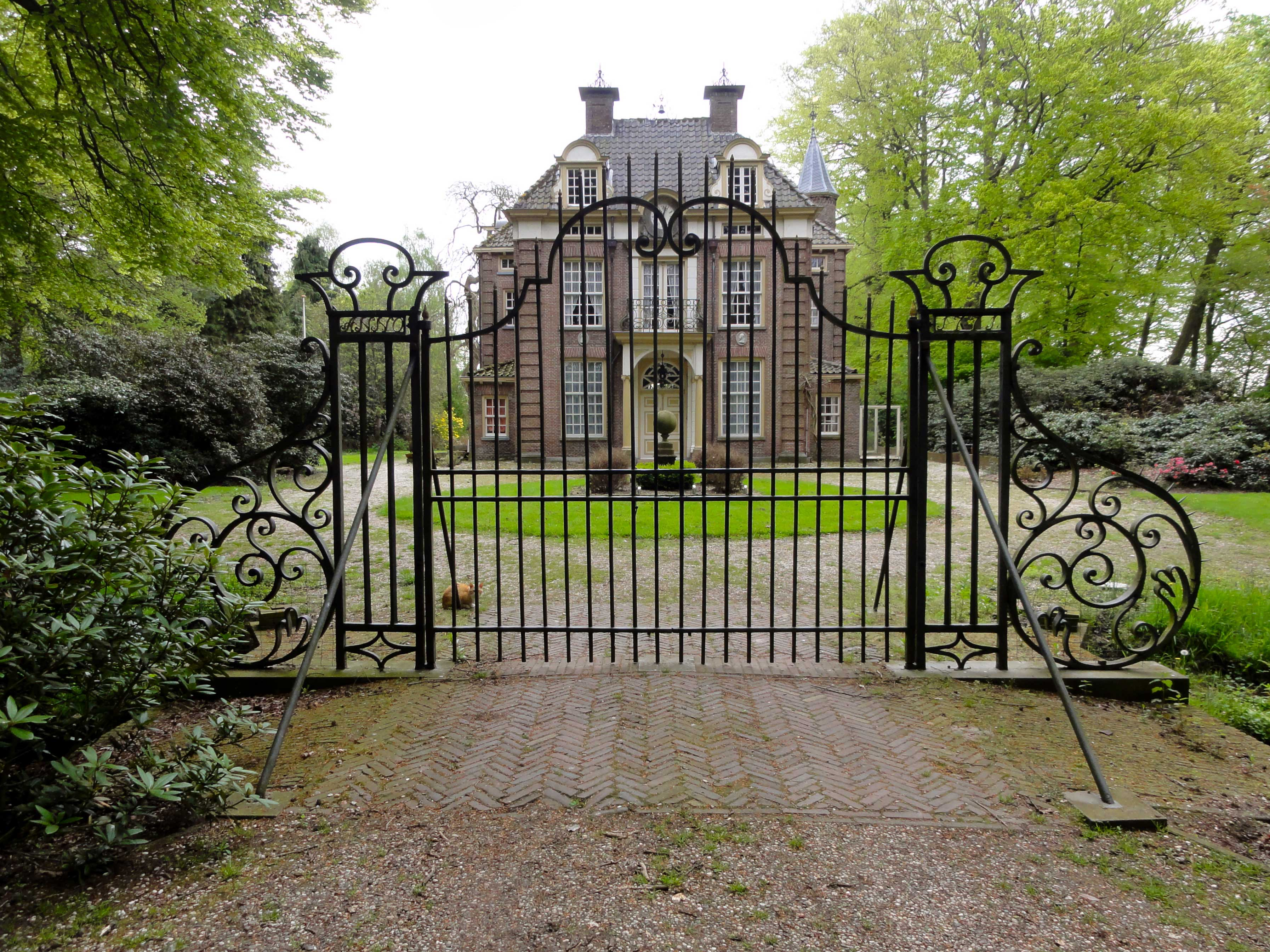
Voorzijde (westgevel) Huize Morren met toegangshek uit 1771
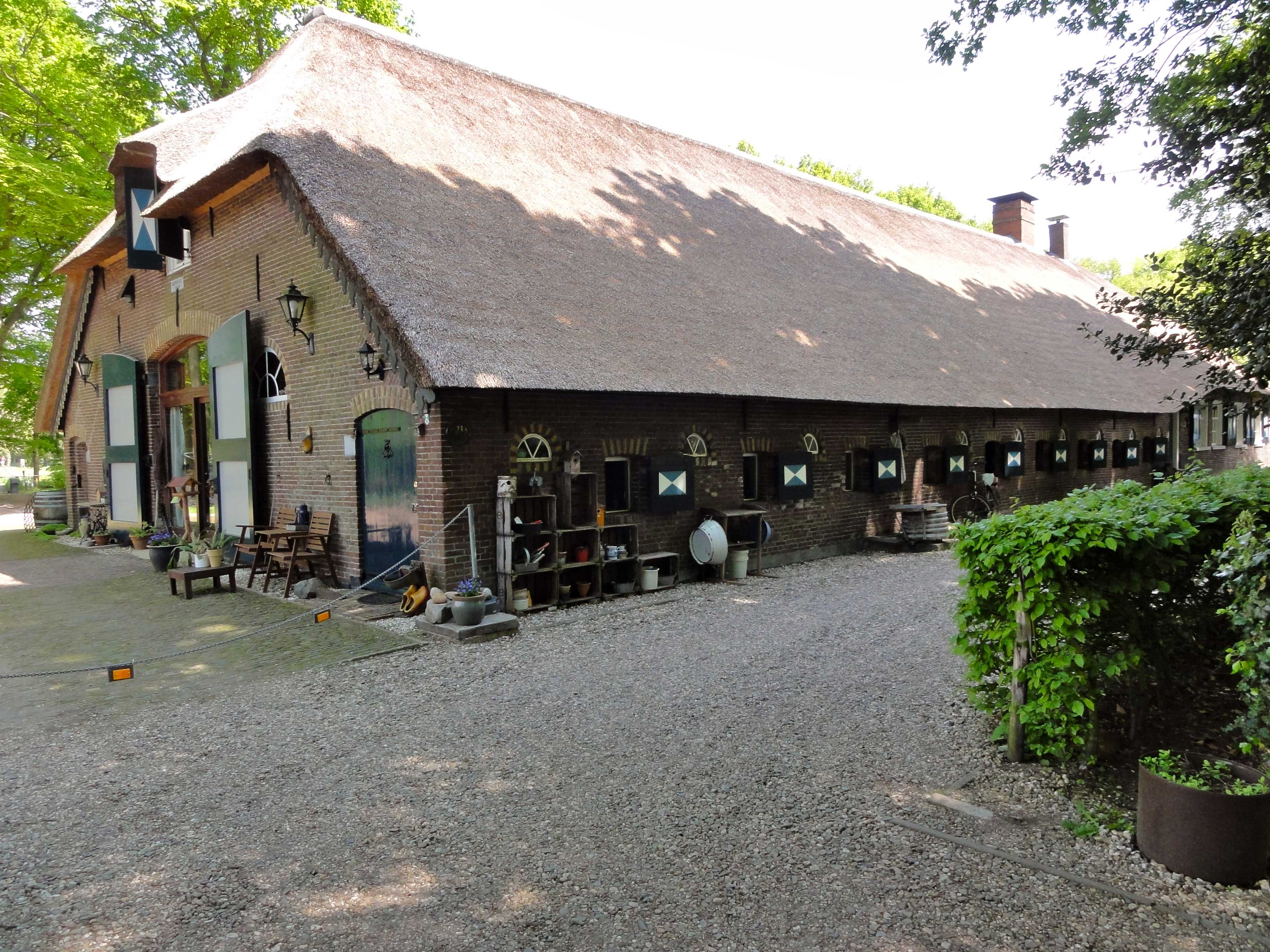
Boerderij behorend bij het landgoed Morren
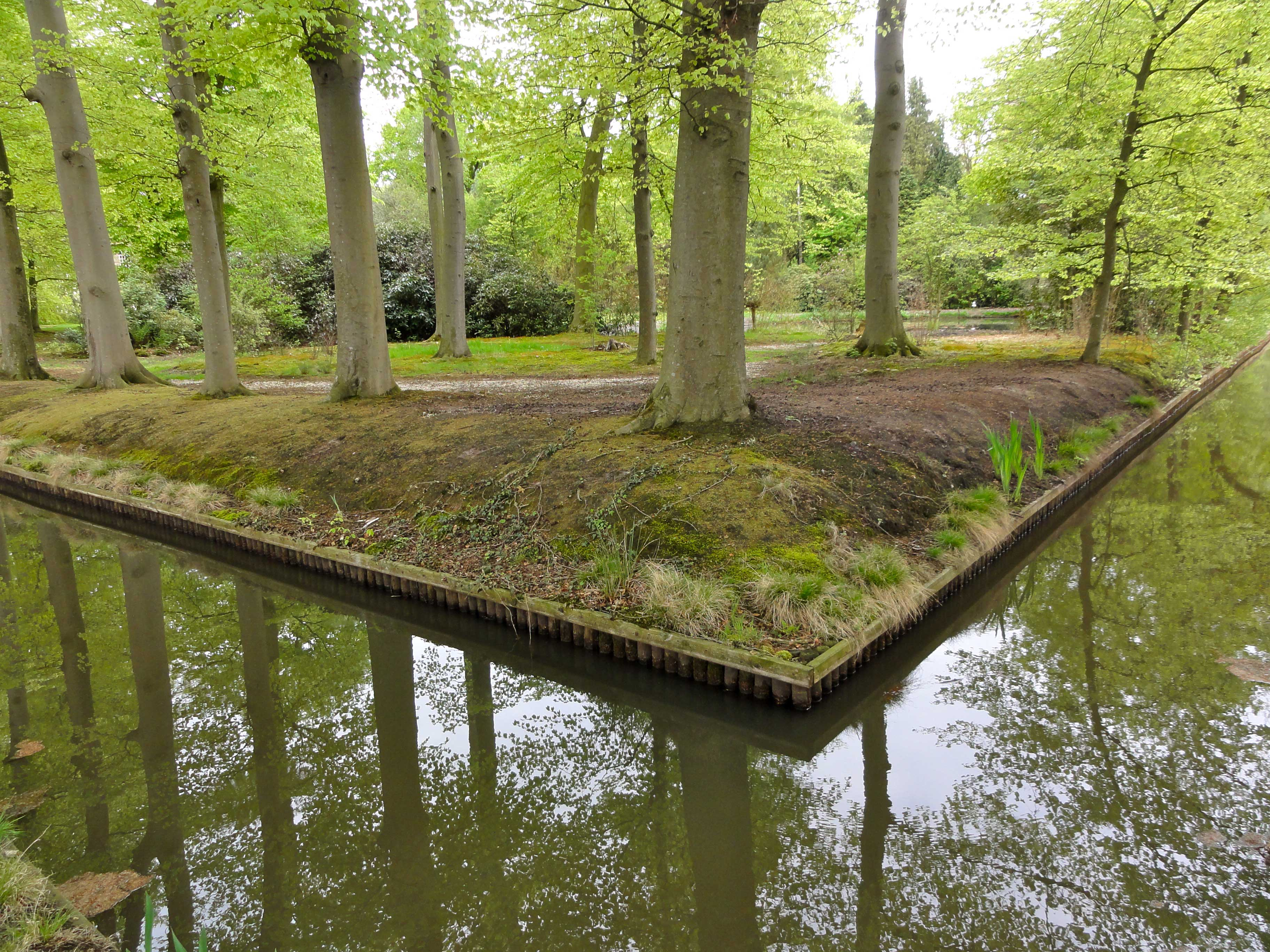
Tuinaanleg bij Huize Morren
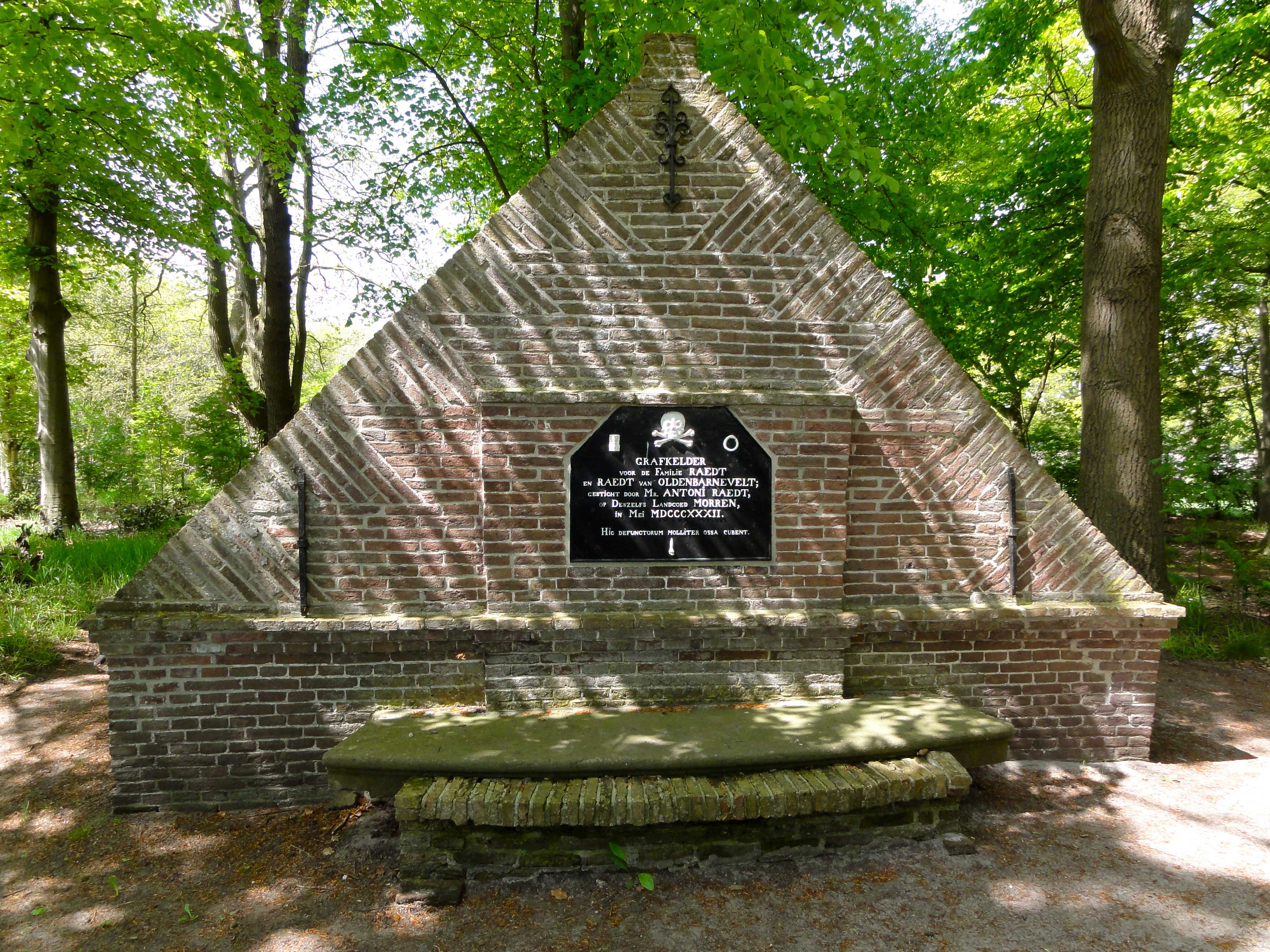
Grafkelder bij huize Morren